# Kulturarv

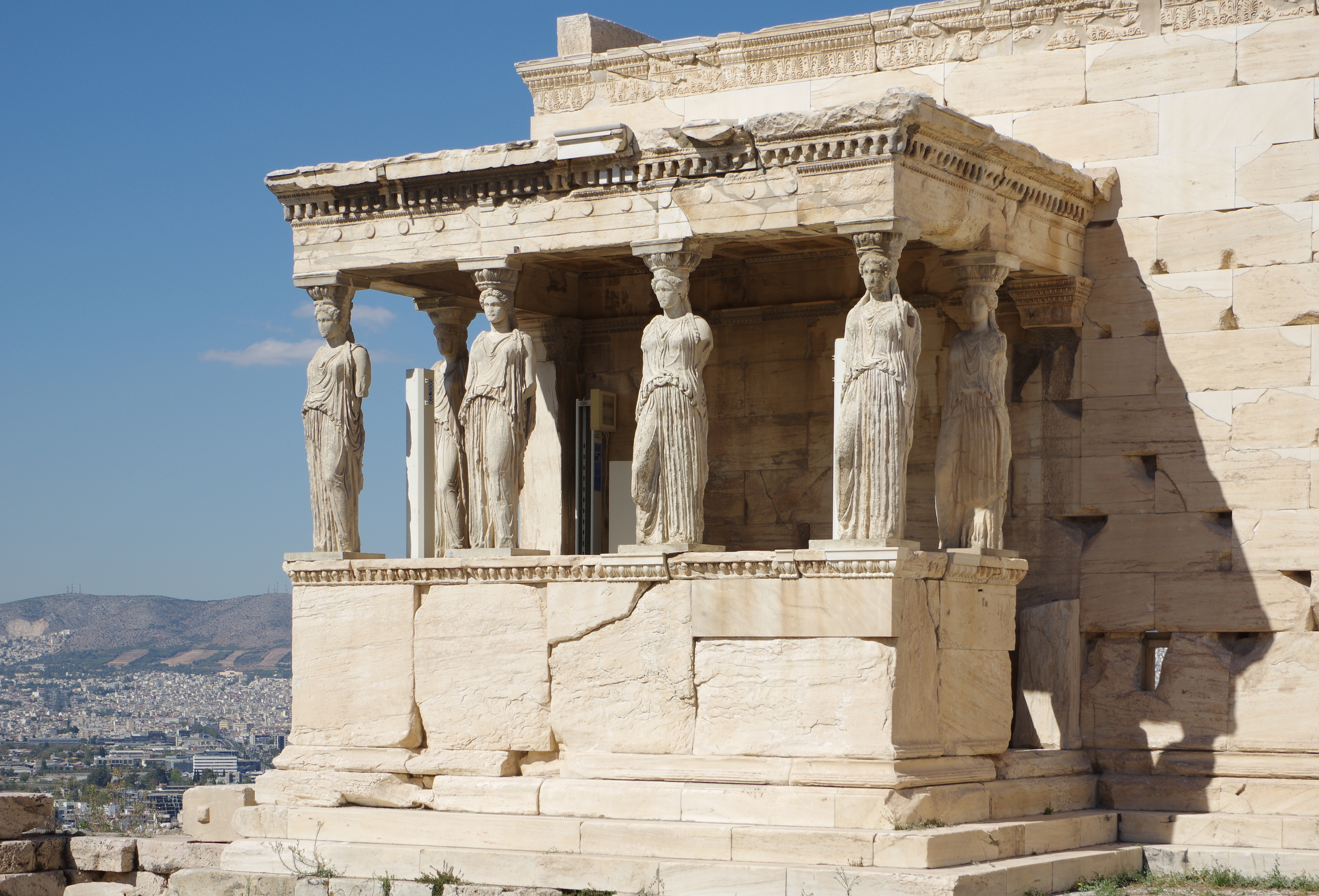
Arvet efter det antika Grekland och Rom har varit betydande för Europas utveckling. Fotot visar Erectheion, Akropolis.

Kulturarvet utgörs av vad tidigare generationer skapat och hur vi i dag uppfattar, tolkar och för det vidare. Kulturarvet är inte statiskt utan något som ständigt förändras och omformuleras. Varje tid bildar sig en egen uppfattning om vad som är kulturarv och vad det betyder.
Kulturarv är ett vidare begrepp än kulturmiljö. Ordet kulturarv används inte bara för föremål, byggnader och fornlämningar utan också berättelser, normer, traditioner och andra immateriella värden som vi övertar från tidigare generationer. Men skillnaden mellan kulturarv och kulturmiljö är framför allt att det förra har varit föremål för viss värdering och blivit definierat och utnämnt till kulturarv.

## Historik
Det som förr uppfattades vara vårt nationella kulturarv var främst lärda och konstnärligt skolade kulturyttringar. Under 1980-talet kom ett förändrat synsätt. Propositionen om Kulturmiljövård (1987/88:104) framhöll: "Kulturmiljövården kan dock inte inskränkas till att bara ta tillvara det exklusiva eller specifikt intressanta. Den måste också bidra till att bibehålla och utveckla en rik vardagsmiljö. Som en följd av den snabba samhällsförändringen har tidsperspektivet förkortats och bevarandemålet blir därför relevant för många miljöer som präglas av vår egen tid."
Propositionen om kulturpolitik (1996/97:3) talade om ”att bevara och bruka kulturarvet.” Kulturarvet uppfattades inte längre som bara en del av det förflutna, utan också någonting som kunde användas för att förstå och påverka samtiden. Det betonades att ”Alla människor har del i tillkomsten av kulturarvet oavsett kön, ålder, härkomst, social ställning, utbildning, talang eller sysselsättning. Kulturarvet är både det materiella och det immateriella, det skolat konstnärliga och det folkliga, det unika och det vanliga. Det bevaras i institutioner som arkiv, bibliotek och museer och i utvalda kulturmiljöer, men det finns också runt om oss i vardagslandskapet, hemmen och på arbetsplatserna. I begreppet "arv" ligger att det är något som redan finns och som vi som lever i dag fått av tidigare generationer. Men kulturarvet har inte några bestämda tidsgränser och redan i vår livstid deltar vi i skapandet av både vårt eget och morgondagens kulturarv. Det går därför inte att ange när en företeelse blir en del av kulturarvet - somligt uppmärksammas nästan genast, för annat kan det dröja länge. När nya delar av kulturarvet lyfts fram glöms andra bort, medan vissa blir "klassiker", som ständigt kan upptäckas och nytolkas. Vi har ett ansvar för att bevara och berika kulturarvets mångfald och att lämna vidare till nästa generation.”
Under 2000-talet har dock uppfattningen om vad kulturarvet är starkt kommit att påverkas av det internationella arbetet med världsarv. 

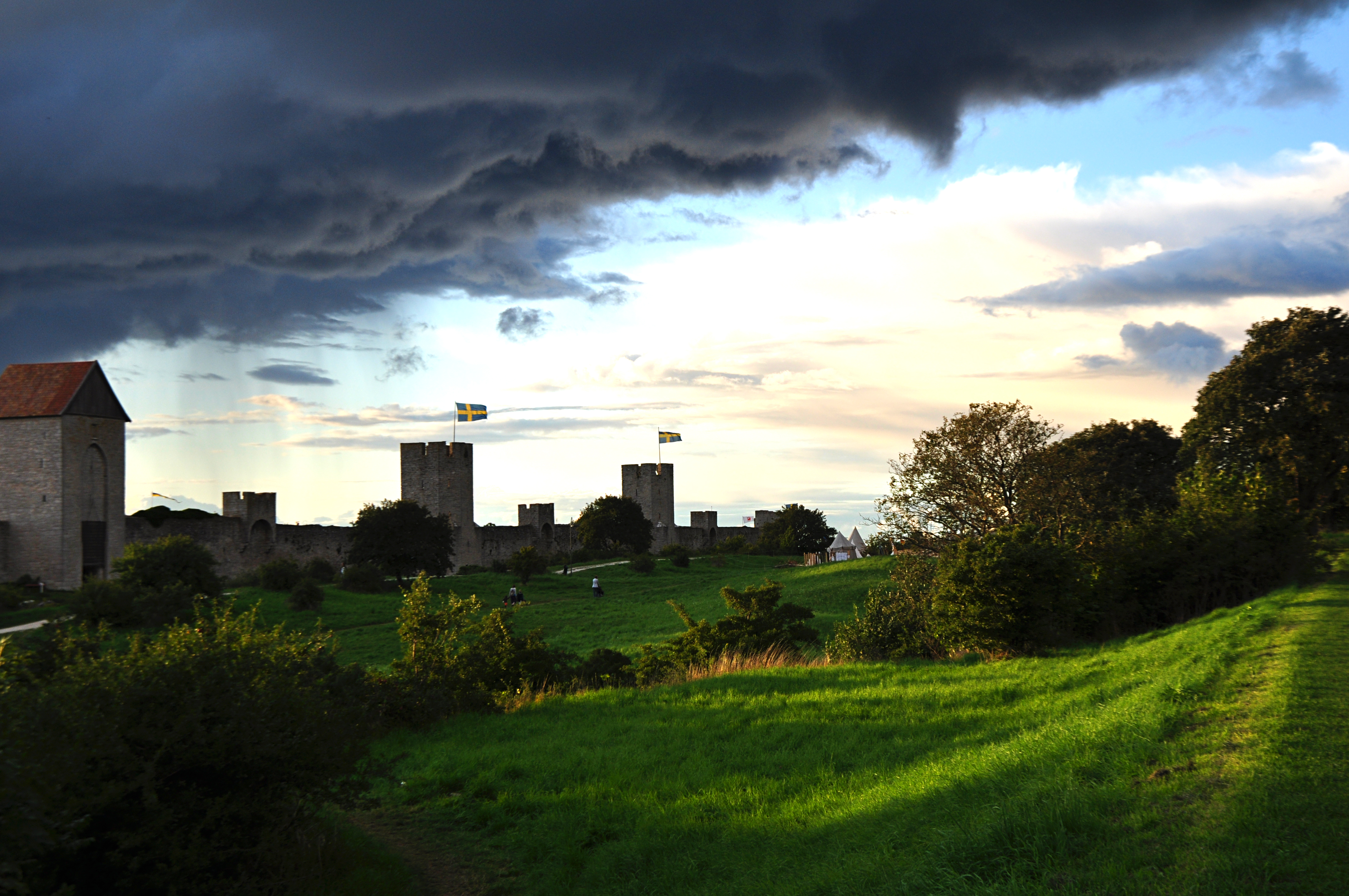
Hansestaden Visby har sedan 1995 varit ett av Sveriges 15 världsarv.

## Världsarv
Världsarven utgörs av de ojämförligt mest enastående kultur- och naturarven i världen som är av stor betydelse för hela mänskligheten. Vad som är och hur ett objekt kan bli ett världsarv bestäms i världsarvskonventionen (Konventionen om skydd för världens kultur- och naturarv). Världsarvskonventionen antogs den 16 november 1972 av Unescos generalförsamlings 17:e kongress i Paris.
I Världsarvskonventionens första och andra artikel anges vad man menar med kulturarv och naturarv: 
"Definition av kultur- och naturarv
Artikel 1
I denna konvention skall följande betraktas som »kulturarv«:
- minnesmärken: arkitektoniska verk, monumentala skulpturer och målningar, element eller byggnadsverk av arkeologisk art, inskriptioner, grottbostäder samt flera företeelser tillsammans som är av särskilt stort universellt värde ur historisk, konstnärlig eller vetenskaplig synpunkt;
- grupper av byggnader: grupper av fristående eller sammanhängande byggnader som på grund av sin arkitektur, enhetlighet eller belägenhet i landskapet är av särskilt stort universellt värde ur historisk, konstnärlig eller vetenskaplig synpunkt;
- miljöer: verk skapade av människan eller av naturen och människan i förening samt områden innefattande arkeologiska miljöer som är av särskilt stort universellt värde ur historisk, estetisk, etnologisk eller antropologisk synpunkt.

Artikel 2
I denna konvention skall följande betraktas som »naturarv«:
- naturföreteelser bestående av fysiska och biologiska formationer eller grupper av sådana formationer som är av särskilt stort universellt värde ur estetisk eller vetenskaplig synpunkt;
- geologiska och fysiografiska formationer och klart avgränsande områden som utgör vistelsemiljö (habitat) för hotade djur- och växtarter av särskilt stort universellt värde ur forsknings- eller naturskyddssynpunkter;
- naturmiljöer eller klart avgränsade naturområden som är av särskilt stort universellt värde ur forsknings- eller naturskyddssynpunkt eller på grund av deras naturskönhet."

## Immateriellt kulturarv
År 2003 instiftade Unesco Konventionen för skydd av det immateriella kulturarvet (engelska: Convention for the Safeguarding of the Intangible Cultural Heritage). Den trädde i kraft 2006, efter det att 30 länder hade ratificerat den. Tanken bakom konventionen är att bevara icke-materiella kulturella företeelser som muntlig tradition (även språk och uttryck), performancekonst (traditionell musik, dans och teater), sociala seder (även ritualer och festseder), kunskap om naturen och universum (även seder som sammanhänger med detta) och traditionellt hantverk..